# Orobanche minor
Orobanche minor là loài thực vật có hoa thuộc họ Cỏ chổi. Loài này được Sm. mô tả khoa học đầu tiên năm 1797.

## Hình ảnh

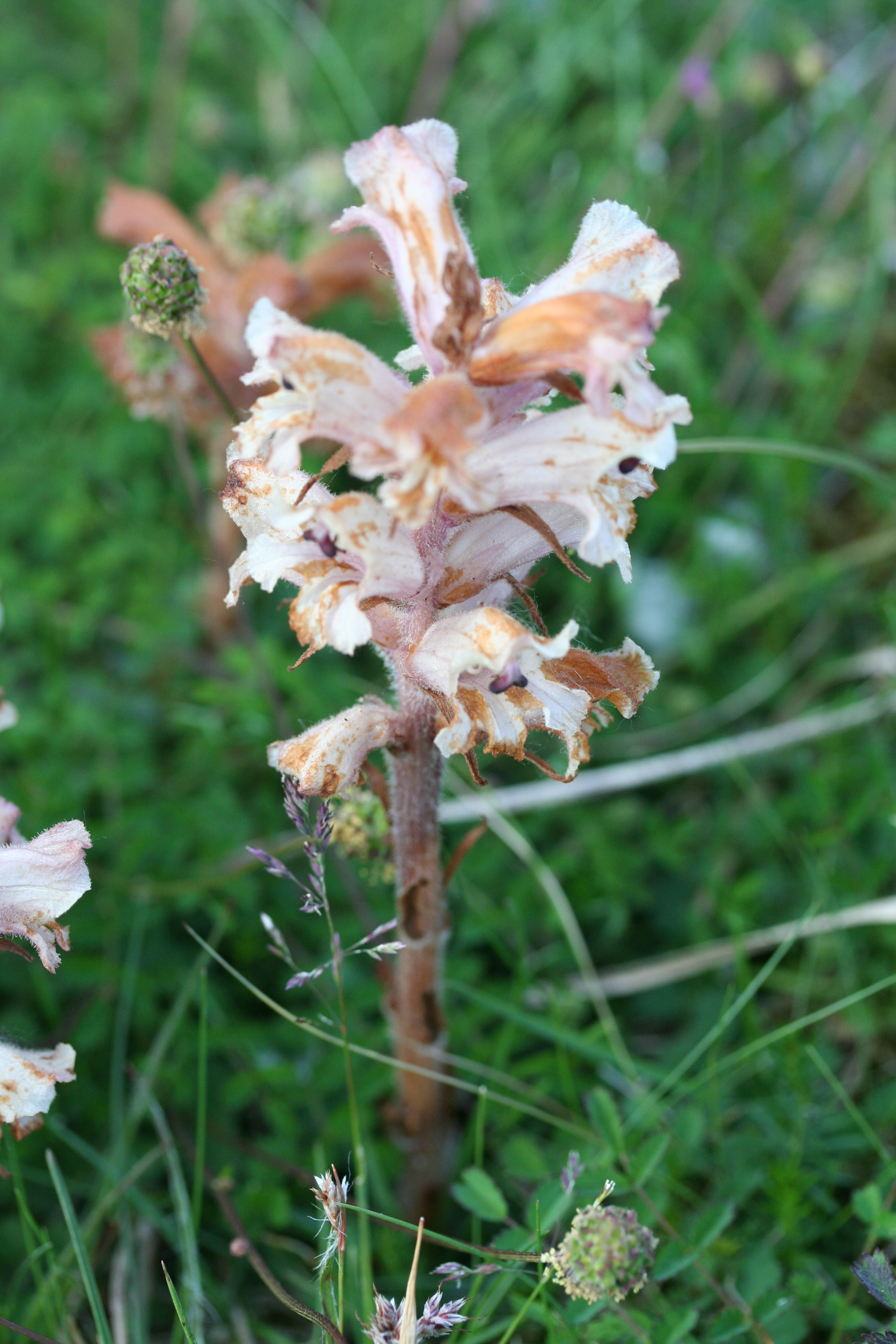
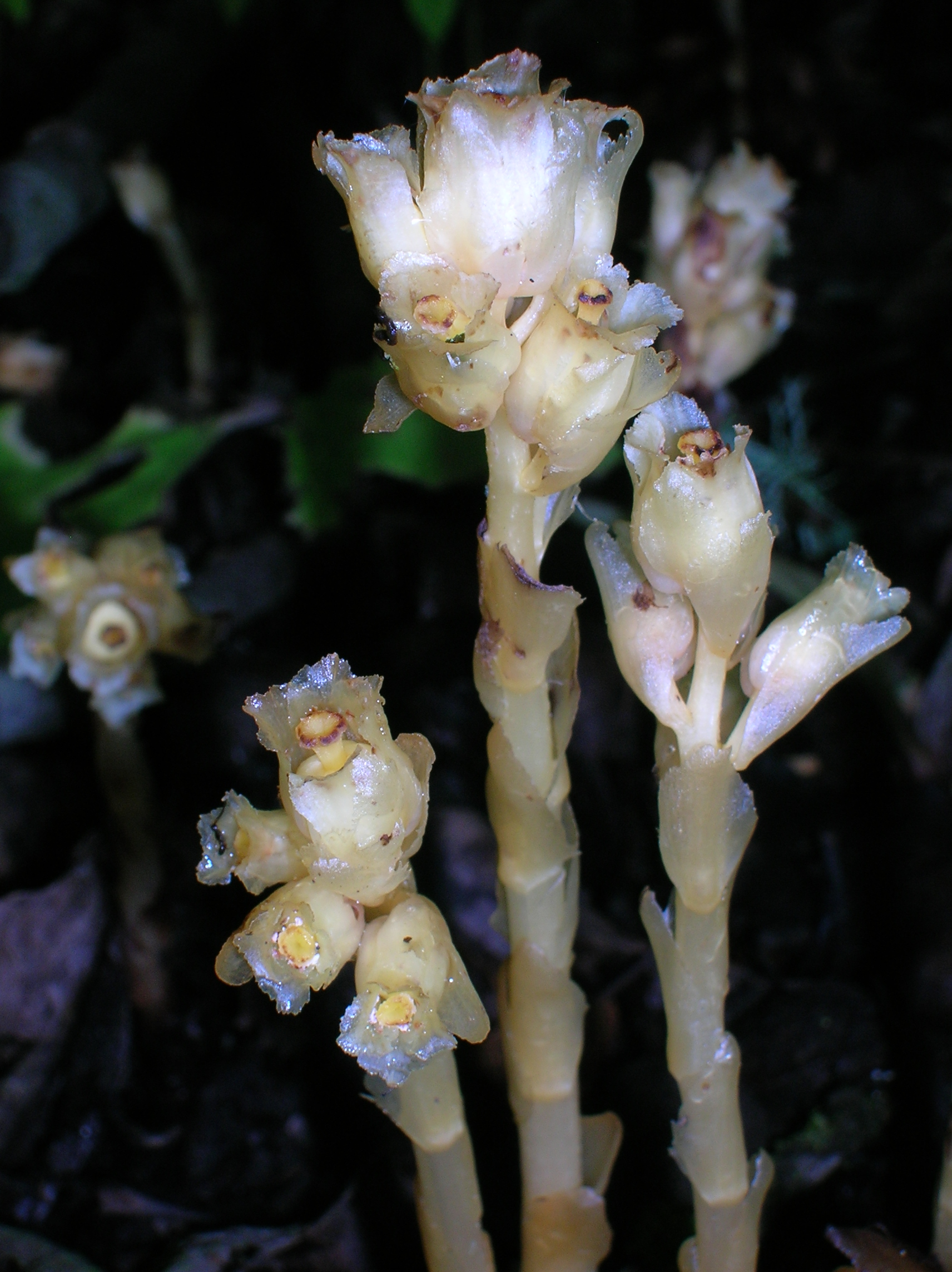
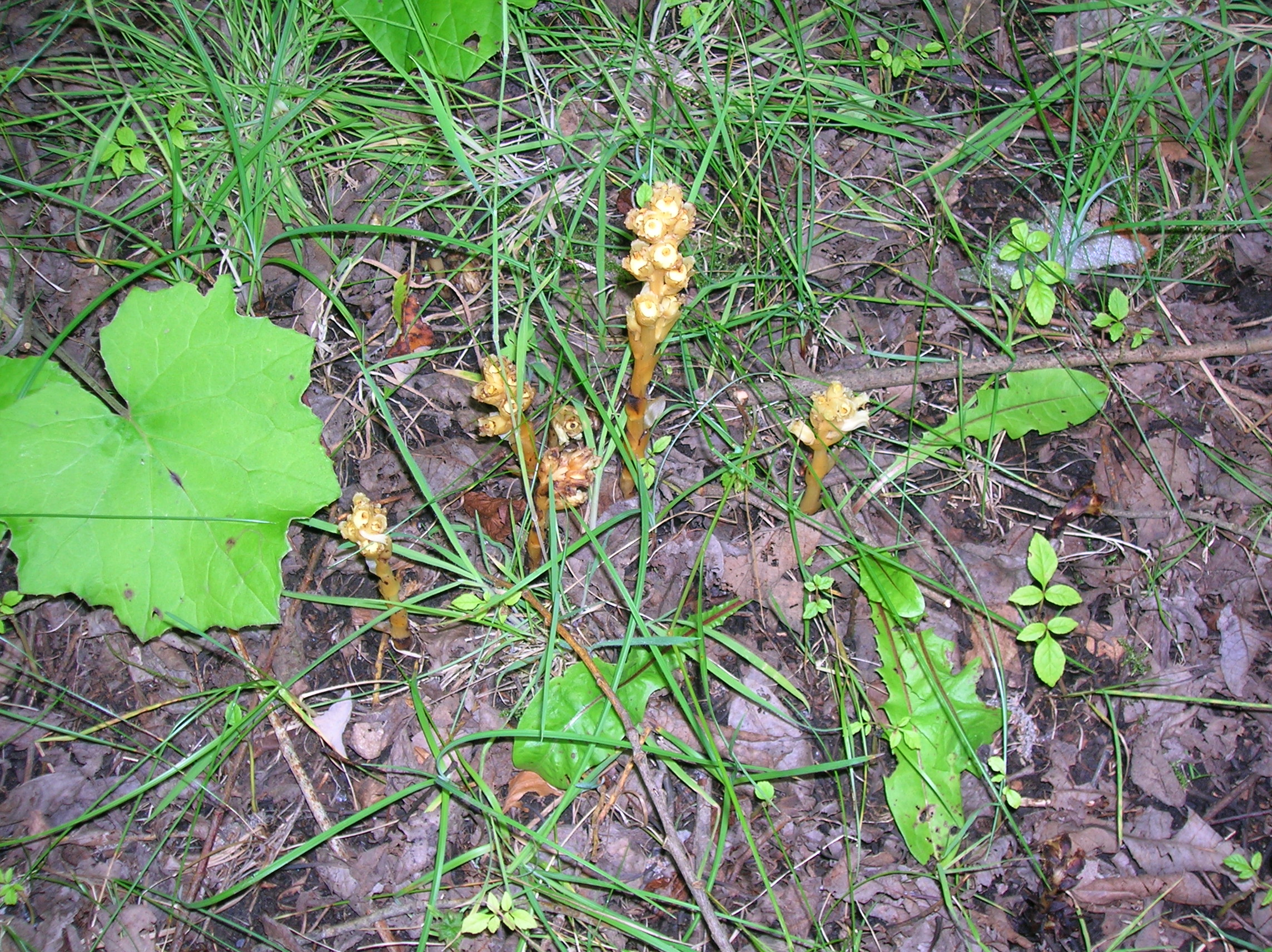
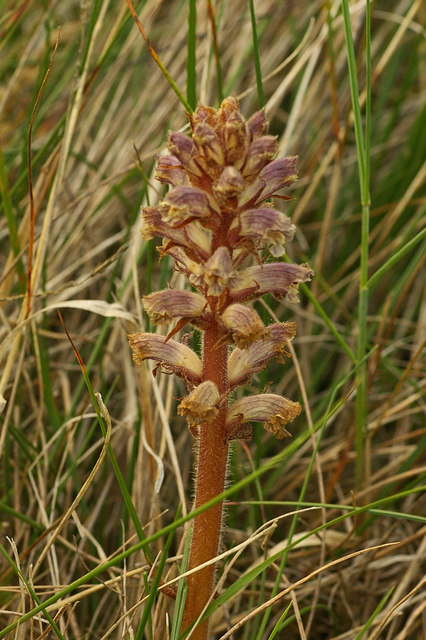